# Петріца Керемпух
Петріца Керемпух — літературний образ, котрий з'являється в багатьох літературних творах, найвідомішим з яких є «Балади Петріци Керемпуха» хорватського письменника Мирослава Крлежі. Він є народним пророком та цинічним коментатором сучасних подій.
В буквальному значенні «керемпух (kerempuh)» значить «кишка, живіт», а в переносному значенні — лукаву людину, веселуна, хитруна. Якоб Ловренчич (1787—1842), хорватський письменник, видав у 1848 році у Вараждині книгу «Петріца Керемпух або Діяння та життя людини проклятої», що була перекладом німецької книги про пригоди Тіля Уленшпігеля.
У 1936 році в Любляні Мирослав Крлежа опублікував «Балади Петріци Керемпуха», одне зі знакових творів середньоєвропейської літератури 20-го століття. Книга присвячена розгрому селянського повстання в Хорватії та Словенії, під проводом Матія Губеця, в 1573 році. Через образ Петріци Керемпуха оспівав опір народу проти багатовікового пригнічення. Петріца Керемпух є загорською варіацією фламандського Тіля Уленшпігеля, як і угорського Матяша Гарабонціяша-Студента, про якого писав і хорватський письменник Тітуш Брезовачкі (1757—1805), в комедії «Матяш — учень-чарівник» (1804 р.).
Драгутін Домяніч — автор маловідомої маріонеткової вистави «Петріца Керемпух та розсудливий віслюк», в якій критично та сатирично описуються хорватські інтелектуали 1920-х років.
Петріца Кермепух, окрім літературного образу, набув і театрального. Зокрема, з 1994 року назву «Керемпух» носить сатиричний театр у Загребі (1)
На найбільшому та найвідомішому у Загребі базарі Долац знаходиться скульптура Петріци Керемпуха роботи скульптора Вані Радауша, встановлений в 1955 році.

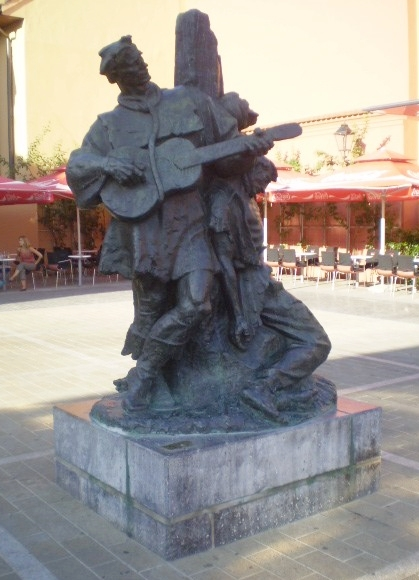
Статуя Петріци Керемпуха, роботи скульптора Вані Радауша, встановлена в 1955 році на площі, де продаються квіти

Північніше від Долаца знаходиться площа Петріци Керемпуха, на якій продаються квіти.